# Roman Eremenko
Roman Eremenko   (Moscou, 19 de març de 1987) és un exfutbolista finlandès de la dècada de 2010.
Fou internacional amb la selecció finlandesa.
Pel que fa a clubs, destacà a Udinese Calcio, FC Dinamo de Kíev, CSKA Moscou i FC Rostov.